# شهرستان نیوتون (ایندیانا)
شهرستان نیوتون، ایندیانا (به انگلیسی: Newton County, Indiana) شهرستانی در ایالات متحده آمریکا است که در ایندیانا واقع شده‌است.